# بيل بونزني
بيل بونزني (بالإنجليزية: Bill Pronzini)‏‏ (13 أبريل 1943 في بيتالوما - ) كاتب، وكاتب خيال علمي، وروائي من الولايات المتحدة.

## الجوائز
- جائزة إدغار

## روابط خارجية
- بيل بونزني على موقع IMDb (الإنجليزية)